# Blizzard Beasts
Blizzard Beasts – czwarty album norweskiej grupy blackmetalowej Immortal wydany 20 marca 1997 roku przez francuską wytwórnię płytową Osmose. Jest to również ostatni album z partiami gitarowymi Demonaza, a zarazem pierwszy, na którym perkusję nagrał Horgh.
Stylistycznie Blizzard Beats bardziej podchodzi pod death metal w porównaniu do poprzednich wydawnictw. Mówi się, iż niektóre utwory brzmią jak mieszanka starego Morbid Angel i Immortal. Dużym zdziwieniem okazała się długość piosenek, gdyż większość nie przekracza czasu trzech minut, a Immortal jest znany z dość długich utworów.

## Lista utworów
1. "Intro" – 1:00
2. "Blizzard Beasts" – 2:49
3. "Nebular Ravens Winter" – 4:13
4. "Suns That Sank Below" – 2:47
5. "Battlefields" – 3:40
6. "Mountains of Might" – 6:38
7. "Noctambulant" – 2:22
8. "Winter of the Ages" – 2:33
9. "Frostdemonstorm" – 2:54

## Twórcy
- Olve "Abbath" Eikemo – śpiew, gitara basowa
- Harald "Demonaz" Nævdal – gitara elektryczna
- Reidar "Horgh" Horghagen – perkusja